# Fuyao Glass
Fuyao Glass Industry Group — китайская стекольная компания, один из крупнейших в мире производителей автомобильного стекла (среди основных клиентов — автомобильные корпорации Mercedes-Benz, BMW, Audi, Volkswagen, Webasto, Bentley Motors, Land Rover, Volvo, Fiat, General Motors, Ford, Chrysler, Caterpillar, Toyota, Nissan, Honda, Hyundai Motor, SAIC Motor, GAC Group, FAW Group, Changan Auto, Chery Automobile, Geely Automobile, JAC Motors и Dongfeng Motor); входит в число крупнейших компаний страны и мира. Основана в 1987 году, штаб-квартира расположена в Фуцине.
По состоянию на 2020 год Fuyao Glass занимала 25 % мирового рынка автомобильного стекла, а в Китае — 2/3 рынка. Кроме поставок стекла автомобильным компаниям Fuyao Glass работает с мастерскими по замене стекла, выпускает стёкла для железнодорожного транспорта. 

## История
В 1987 году бывший руководитель государственного стекольного завода Цао Дэван и несколько его деловых партнёров основали в городе Фуцин компанию Fuyao. Название компании складывается из первого слога топонима города Фуцин (福 fú) и китайского слова, означающего «сияние» (耀 yào). Изначально компания производила стёкла для иномарок, ввозимых в Китай. В 1989 году Fuyao Glass начала поставлять стекло в Гонконг и на автосборочный завод Peugeot в Гуанчжоу.  
В 1993 году Fuyao Glass вышла на Шанхайскую фондовую биржу. В 1996 году компания создала совместное стекольное предприятие с французской группой Saint-Gobain. В 1999 году Цао Дэван выкупил 51-процентную долю французов за 30 млн долларов. В июне 2006 года Fuyao Glass стала оригинальным производителем оборудования для General Motors.
В том же 2006 году инвестором Fuyao Glass стал американский инвестиционный банк Goldman Sachs. В марте 2007 года Fuyao Glass стала поставщиком стекла для компании Bentley Motors. К концу 2007 года зарубежные продажи Fuyao Glass составили 795 млн долларов или 28 % от общей годовой выручки. На тот момент компания являлась пятым по величине производителем автомобильного стекла в мире, занимая 60 % китайского рынка и около 3 % мирового рынка. 
В 2014 году Fuyao Glass выкупила бывший автосборочный завод General Motors в Морейне (Огайо), где в 2015 году наладила производство автомобильного стекла. Также в 2014 году компания приобрела завод листового стекла в Маунт-Зайоне (Иллинойс). В 2015 году компания вышла на Гонконгскую фондовую биржу.

## Предприятия
Предприятия Fuyao Glass расположены в 16 провинциях и городах Китая: заводы по выпуску автомобильного стекла работают в городах Фуцин, Гуанчжоу, Чунцин, Цзинмэнь, Шанхай, Сучжоу, Чжэнчжоу, Тяньцзинь, Пекин, Шэньян и Чанчунь, заводы листового стекла — в городах Фуцин, Чунцин, Бэньси и Тунляо. В Бэньси, Сюйпу и Вэньчане на Хайнане ведётся добыча кварцевого песка. Также предприятия Fuyao Glass расположены в 11 странах мира, включая США, Мексику, Россию, Германию, Словакию, Японию и Южную Корею. Шесть научно-исследовательских центров компании работают в Китае (Фуцин, Чунцин, Шанхай, Тяньцзинь), США (Огайо) и Германии. 
В США заводы автомобильного стекла расположены в Огайо и Мичигане, а завод листового стекла — в Иллинойсе. В России завод автомобильного стекла расположен в Калужской области.

## Дочерние структуры
- Fuyao Group (Hong Kong) Limited (Гонконг)
- Rong De Investments (Гонконг)
- Fujian Wanda Automotive Glass Industry (Фуцин)
- Fuqing Bus Glass (Фуцин)
- Fuyao Group (Fujian) Machinery Manufacturing (Фуцин)
- Fujian Fuyao Automotive Trim System (Фуцин)
- Fujian Triplex Auto Service (Фучжоу)
- Fuzhou Fuyao Mould Technology (Фучжоу)
- Fuyao (Xiamen) Precision (Сямынь)
- Fuyao Wansheng Float Glass (Чунцин)
- Chongqing Wansheng Fuyao Glass (Чунцин)
- Fuyao Group Beijing Futong Safety Glass (Пекин)
- Tianjin Hongde Auto Glass (Тяньцзинь)
- Shanghai Fuyao Bus Glass (Шанхай)
- Shanghai Fuyao Coach Glass (Шанхай)
- Fuyao (Tongliao) Refined Aluminium (Тунляо)
- Hainan Wenchang Fuyao Silica Sand (Вэньчан)
- Benxi Fuyao Silica Sand (Бэньси)
- Xupu Fuyao Silica Sand (Сюйпу)
- Fujian Fuyao Automotive Parts Company
- Fuyao R&D institute

Зарубежные дочерние компании:
- Fuyao Glass America (Морейн, Огайо)
- Fuyao North America (Гринвилл)
- Fuyao Automotive North America (Плимут, Мичиган)
- Fuyao Europe (Лайнгартен)
- Fuyao Glass Rus (Калуга)
- Fuyao Japan (Токио)
- Fuyao Group Korea (Инчхон)